# صموئيل إل. إم. بارلو الثاني
صموئيل إل. إم. بارلو الثاني (بالإنجليزية: Samuel L. M. Barlow)‏ هو ملحن أمريكي، ولد في 1 يونيو 1892 في نيويورك في الولايات المتحدة، وتوفي في 19 سبتمبر 1982 في Wyndmoor, Pennsylvania ‏ في الولايات المتحدة.

## وصلات خارجية
- صموئيل إل. إم. بارلو الثاني على موقع قاعدة بيانات برودواي على الإنترنت (الإنجليزية)